# USS Ingraham (DD-694)
O USS Ingraham (DD-694) foi um contratorpedeiro norte-americano que serviu durante a Segunda Guerra Mundial. Foi transferido para a Marinha da Grécia em 16 de julho 1972, e renomeado como Miaoulis (D-211). Descomissionado em 1992, serviu de alvo e foi afundado em 9 de outubro de 2001 durante exercício da Marinha grega.